# Ngựa Ardennes

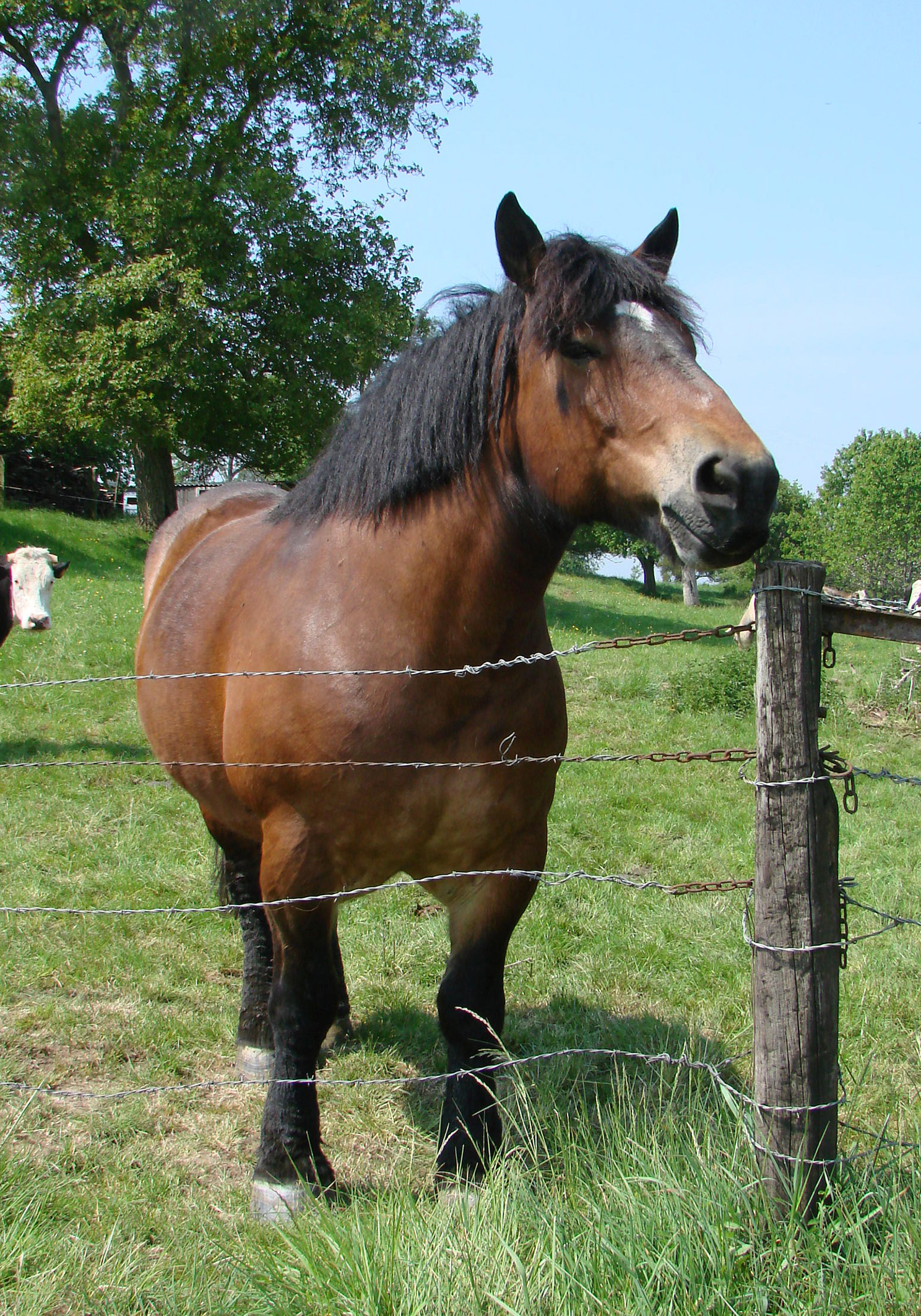
Một con ngựa Ardennais

Ngựa Ardennes hoặc ngựa Ardennais hay ngựa Arden là một trong những giống ngựa cổ xưa nhất của thể loại ngựa kéo xe bắt nguồn từ vùng Ardennes ở Bỉ, Luxembourg và Pháp. Giống này có xuất xứ ở vùng núi Arden giáp ranh phía Đông Nam nước Bỉ và Pháp, chia thành loại lớn và loại nhỏ. Nó có cấu trúc xương nặng với chân dày và được sử dụng cho việc lao động. Đây là một trong những giống ngựa phổ biến của nước Pháp.
Ngựa giống Arden này có thể chất chắc chắn, đầu to vừa phải, chiều dài cổ trung bình, co phát triển, ngực trước rộng, lưng dài rộng, vùng eo rộng, 4 chân thô và to, khớp phát triển tốt, móng chân không chắc chắn. Con đực trưởng thành cao 157.5 cm, con cái 155.1 cm. Ngựa giống arden có các đặc điểm như tính khí nhẹ nhàng, bước đi nhẹ nhàng, sức kéo tốt, trưởng thành sớm, tuổi thọ dài, tính năng sinh sản tốt, tính di truyền ổn định. Với đặc điểm trên ngựa Ardennes đa số được sử dụng làm ngựa kéo, ngựa lấy thịt ngựa.

## Đặc điểm
Ngựa Ardennes có nhiều màu sắc, mặc dù con ngựa đen là rất hiếm và không được phép để được đăng ký với cơ quan đăng ký giống. Lịch sử của nó bắt đầu từ thời La Mã cổ đại, và trong suốt những năm sau này dòng máu từ một số giống khác đã được thêm vào Ardennes, mặc dù chỉ có giống ngựa Bỉ có tác động đáng kể. Ardennes đầu tiên được nhập khẩu vào Hoa Kỳ trong những năm đầu thế kỷ 20, và đăng ký giống ngựa đầu tiên được thành lập ở châu Âu vào năm 1929.
Những con ngựa đã được sử dụng trong suốt lịch sử như ngựa chiến, cả hai gắn kết như kỵ binh và pháo binh và được sử dụng ngày nay chủ yếu cho nặng và công việc trang trại, sản xuất thịt ngựa và các sự kiện đua xe thi đấu. Chúng cũng được sử dụng để gây ảnh hưởng hoặc tạo ra một số giống ngựa khác trên khắp châu Âu và châu Á.
Tại Pháp, ngựa giống Ardennes cao khoảng 1,62 mét và ngựa cái khoảng 1,60 m trong khi ở Bỉ là những tầm cao tối đa cho phép. Nó nặng 700 đến 1.000 kg (1.500 đến £ 2200). Đầu của nó rất nặng nề, với một khuôn mặt rộng. Cấu trúc của nóblà bè rộng và cơ bắp, với một cơ thể nhỏ gọn, lại ngắn, và chân ngắn mạnh mẽ với các khớp nối mạnh mẽ, chúng có nhiều lông vớ màu có lang, hạt dẻ, màu xám, hoặc Palomino loang nâu là hai màu sắc phổ biến nhất. Màu đen là rất hiếm và được loại trừ khỏi đăng ký đốm trắng nhỏ, thường hạn chế tới một ngôi sao hay vệt lửa.
Trong thời đại La Mã, giống ngựa đứng chỉ khoảng 56 inches, 142 cm. Sau đó, Napoleon lai thêm máu ngựa Ả rập để tăng sức chịu đựng và sức bền và sử dụng các giống ngựa trong chiến dịch tiếng tấn công Nga của mình. Năm 1780, loài này vẫn chỉ cao 1,42-1,52 mét (14,0-15,0 tay) đứng và nặng khoảng 500 kg (1.100 lb). Percheron, Boulonnais và máu Ngựa Thuần Chủng Thoroughbred cũng đã được thêm vào, mặc dù nó đã có ít tác động đến giống này.
Trong thế kỷ 19, máu ngựa Bỉ đã được thêm vào để cho giống hình dáng nặng nề hơn như nó có ngày hôm nay nặng thêm và kích thước được mong muốn để biến các giống ngựa vào thời điểm đó thành một giống ngựa rất nặng nề, sau khi vai trò của nó như là một con ngựa kéo pháo đã giảm đi thông qua sự ra đời của cơ giới hóa, cũng như mong muốn cho ra một động vật để phục vụ cho việc lấy thịt ăn thịt.
Loài ngựa này tăng kích thước trung bình của chúng từ 550 kg (£ 1210) với trọng lượng hiện tại của nó, mà cùng một lúc có những hậu quả của việc giảm sinh lực và sức chịu đựng của nó vì việc tăng trưởng trọng lượng này thay vì tập trung vào chất lượng và sức mạnh của con ngựa, nó trở lên ú nu hơn. Giống đăng ký đã tồn tại từ năm 1929. Ngày nay có ba phân loại riêng ở Pháp, Bỉ và Luxembourg, mặc dù có giao phối giữa ba giống này.

## Lịch sử

### Thời cổ
Các giống ngựa Ardennes có thể là một hậu duệ trực tiếp của ngựa Solutre từ thời tiền sử, và được cho là có nguồn gốc từ các loại ngựa được mô tả bởi Julius Caesar trong Commentarii de Bello Gallico của mình. Caesar mô tả những con ngựa của Bỉ là "mộc mạc, cứng cáp và không biết mệt mỏi ", và đề nghị nó để sử dụng trong các đơn vị kỵ binh nặng. Các loại đầu được sử dụng bởi nhiều vị hoàng đế La Mã sau này cho các ứng dụng quân sự. Tổ tiên của giống ngựa được cho là đã được lai tạo cho 2.000 năm trên các vùng đồng bằng Ardennes, và nó là một trong những giống ngựa châu Âu cổ nhất được ghi chép lại. 

### Thời cận đại
Hiệp hội Ardennes Horse Society of Great Britain cũng đã được hình thành vào cuối thế kỷ 20 để bảo tồn và phát huy những con ngựa của quốc gia đó, nhưng hôm nay không được công nhận là một tổ chức sách chỉ nuôi ngựa hoặc hộ chiếu phát hành bởi chính phủ Anh và có thể không tồn tại ở dạng bất kỳ. Rất khó để xác định khi nào con ngựa Ardennes đầu tiên được nhập khẩu vào Hoa Kỳ vì ban đầu, khi nhập khẩu vào Hoa Kỳ, ngựa Ardennes đã đủ điều kiện để đăng ký với các doanh nghiệp không còn tồn tại.
Tổ chức này đã xuất bản một cuốn sách và đăng ký sáu cá thể ngựa Pháp giống như một giống ngựa, kết hợp các thông tin để không có tổng số giống cá thể được biết. Nhiều người trong số những con ngựa đã được nhập khẩu vào Hoa Kỳ với các giống ngựa của nó được coi là chỉ đơn giản là "Pháp". Một số ngựa Ardennes nhập khẩu vào Hoa Kỳ trước năm 1917 được gọi là Bỉ khi nó đã được nhập khẩu và sau đó đăng ký như ngựa Bỉ. Ngựa Ardennes tiếp tục được nhập khẩu vào Hoa Kỳ từ Bỉ

## Sử dụng
Ngựa từ vùng Ardennes đã được sử dụng trong các cuộc Thập tự chinh trong thế kỷ 11 bởi các hiệp sĩ dẫn đầu bởi Godfrey của Bouillon. Nó đã được sử dụng trong thế kỷ 17 bởi Marshal Turenne cho kỵ binh của mình. Trong cuộc Cách mạng Pháp, nó được coi là con ngựa kéo pháo tốt nhất có sẵn, do tính khí, sức chịu đựng và sức mạnh của nó. Napoleon sử dụng số lượng lớn ngựa Ardennes để kéo pháo và vận chuyển vật tư trong quá trình chiến dịch chống Nga năm 1812 của mình. 

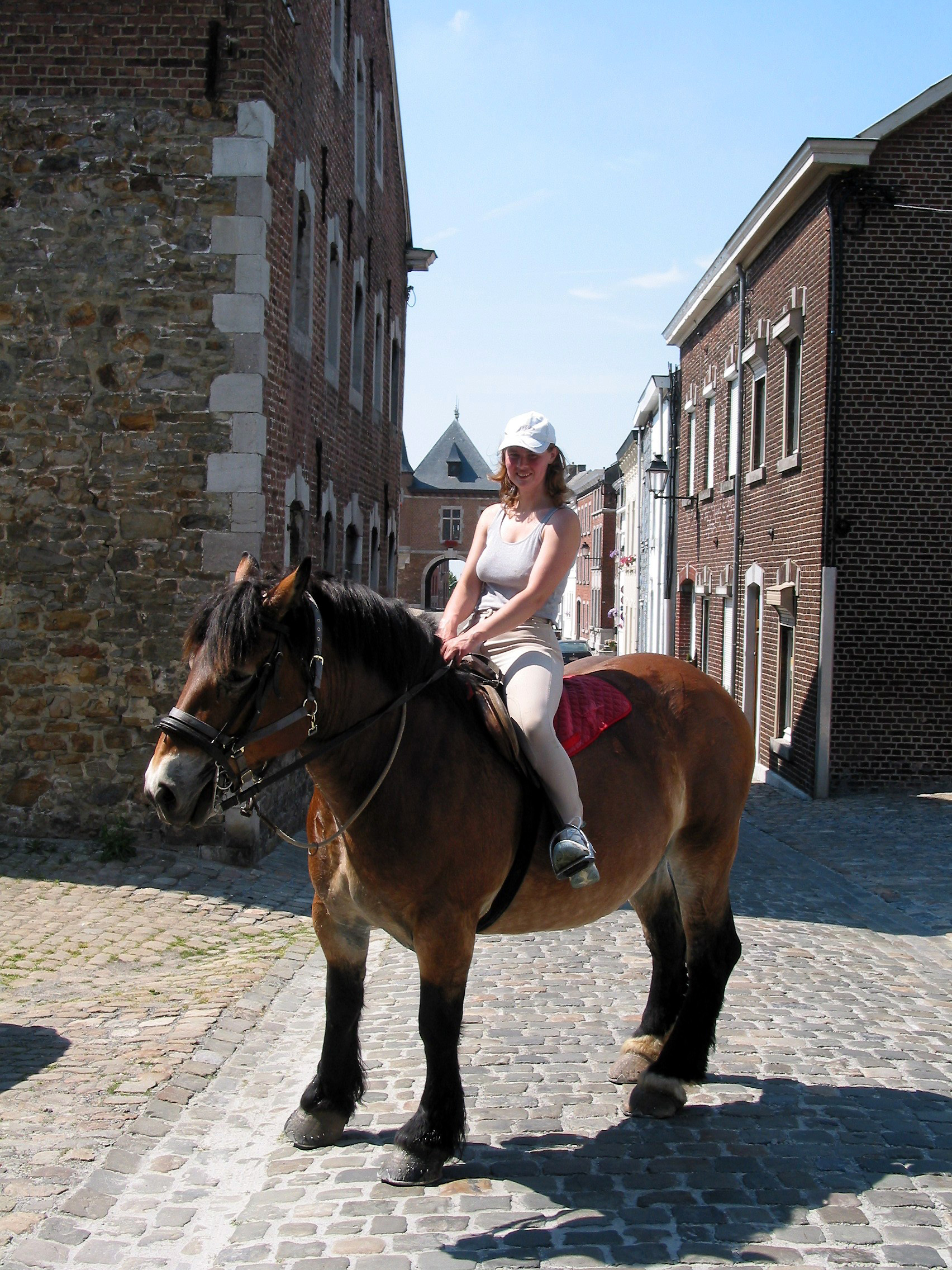
Một con ngựa được cưỡi

Nó được cho là giống ngựa duy nhất được sử dụng bởi Napoleon vì nó là nhiệt huyết, đủ để chịu được mùa đông từ Moscow, mà nó đã làm trong khi kéo một số lượng lớn các tàu toa xe của quân đội. Nó cũng được sử dụng để kéo pháo binh trong chiến tranh thế giới I, khi nó bị phụ thuộc vào quân đội Pháp và Bỉ. Bình tĩnh, bố trí khoan dung của nó, kết hợp với tính chất hoạt động và linh hoạt của nó, làm cho nó một con ngựa kéo pháo lý tưởng.
Hôm nay, giống ngựa này được sử dụng chủ yếu để lấy thịt, do hệ thống cơ bắp thịt lớn của nó, thịt ngựa là một yếu chế độ ăn uống tại nhiều quốc gia châu Âu, bao gồm Pháp, Bỉ, Đức và Thụy Sĩ. Tuy nhiên, nó đang ngày càng được sử dụng cho trang trại, công việc đồng áng. Hành động nhanh nhẹn của nó, sức chịu đựng và tính khí tốt làm cho nó ngày càng được sử dụng để kéo xe thi đấu trên khắp châu Âu, và nó cũng đã được sử dụng như là gắn kết cho điều trị cưỡi ngựa. Các giống ngựa được biết đến với khả năng làm việc trong thô, địa hình đồi núi.
Ngựa Ardennes đã được sử dụng như là nền tảng để phát triển các kho máu giống nhiều như giống ngựa kéo xe và các phân nhóm khác. Chúng bao gồm các Ngựa Ardennes Baltic và ngựa Nga. Ngựa Ardennes Thụy Điển cũng được thành lập tại nước, nơi mà nó là nhu cầu sử dụng trong lâm nghiệp. Nó lần đầu tiên được công nhận là một phân nhóm riêng biệt trong thế kỷ 19, nhưng ngày nay được coi là một giống ngựa riêng biệt, mặc dù tổ tiên của nó là hoàn toàn từ những con ngựa Ardennes của Bỉ và Pháp.
Một giống ngựa liên quan chặt chẽ là Auxois. Ngựa Ardennes cũng được sử dụng vào những năm 1920 để cải thiện Comtois bằng cách thêm kích thước. Cùng với ngựa Breton và ngựa Anglo-Norman, con ngựa Ardennes đã được sử dụng để tạo ra những con ngựa Sokolsky. Tương tự như vậy, các con ngựa Trait Du Nord được tạo ra thông qua một hỗn hợp của Ardennes và máu của Bỉ.

## Trong văn hóa
Giống ngựa Ardennes để lại một trong những dấu ấn của văn hóa Pháp. Giống ngựa nay đôi khi được kết hợp với con ngựa huyền thoại của bốn con trai Aymon, Bayard (hoặc Bayart), mà theo truyền thuyết để lại dấu vết của đoạn văn của mình xung quanh khu vực Ardennes, và vẫn còn ẩn dấu trong rừng. Nhà văn Franz regionalist Bartelt nói về chúng rằng: "Trong một bản tính hiền lành và một sức khỏe phát triển mạnh, tinh thần tỉnh táo, bảo hộ đầy đủ và điều độ, dũng cảm hào phóng, tự tin, chăm chỉ, ngựa Ardennes là của một minh triết học và phân tâm văn học người treo trên chiến mã phổ biến, đến khai trí của truyền thuyết và huyền thoại".
Trong bộ sưu tập tem, một loạt tem Pháp được công bố bởi các bài viết năm 1998, "Thiên nhiên ở Pháp" cử hành bốn giống ngựa của Pháp (tứ Mã): các con ngựa Camargue, các con ngựa nước kiệu Pháp Trotter Pháp, ngựa Pottok và ngựa Ardennais. Cinema, Pom Colt là một bộ phim hài của Olivier Ringer, Richard Bohringer, phát hành vào ngày 14 tháng 2 năm 2007. Một Tour trong rừng Ardennes, cô dàn dựng Mirabelle, một con ngựa Ardennes, tốt nhất của đội bóng bằng cách sử dụng khai thác gỗ. Mirabelle sống một cuộc sống tốt đẹp, cho đến khi Patrick, con trai của ông chủ, bị cáo buộc gây ra một tai nạn. Vì vậy, nó được bán và tách ra khỏi con ngựa của mình là Pom.